# Chalom Kobochvili
Chalom Kobochvili, né en 1876 à Akhaltsikhé et mort en 1941 à Tbilissi, est un artiste géorgien autodidacte spécialisé dans la peinture de la vie juive géorgienne, notamment celle des Juifs Mizrahim.

## Biographie
Né dans une famille juive orthodoxe d'Akhaltsikhe qui lui interdisait toute pratique artistique, il se destinait à être rabbin, mais son désir d'art eut le dessus. 
Après avoir probablement croisé Niko Pirosmani, après bien des vicissitudes, en 1937, il devint gardien au David Baazov Museum of History of Jews of Georgia (en) de Tbilissi (en Géorgie, alors dans l'Union soviétique), où il trouva probablement une inspiration pour son travail et commença à peindre à l'âge de 61 ans, car tout son travail conservé est postérieur à son entrée en fonction au musée.

## Galerie

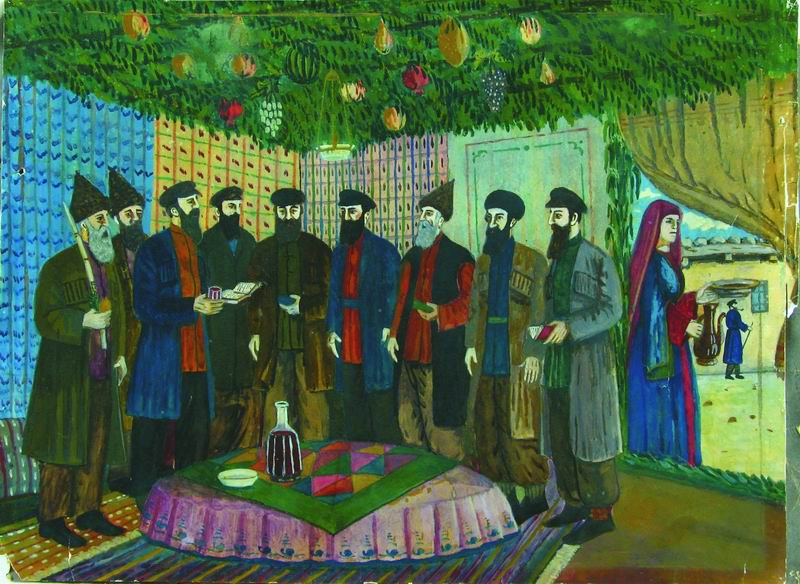
Célébration de la Souccot
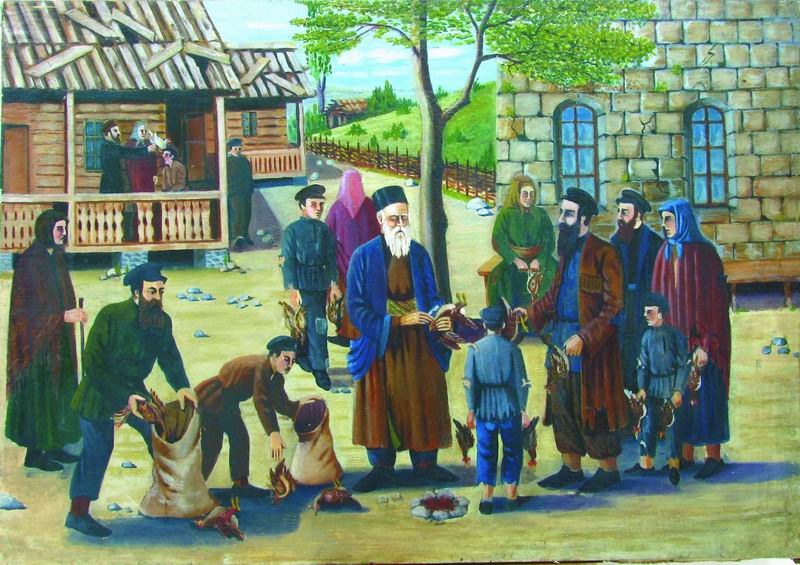
Abattage d'une poule selon les rites religieux
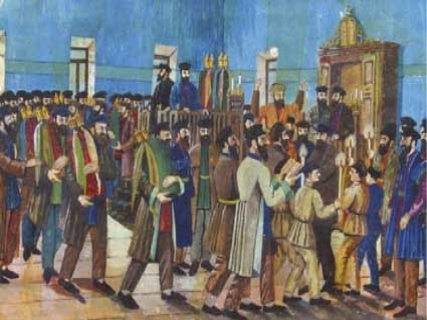
Prières dans la synagogue
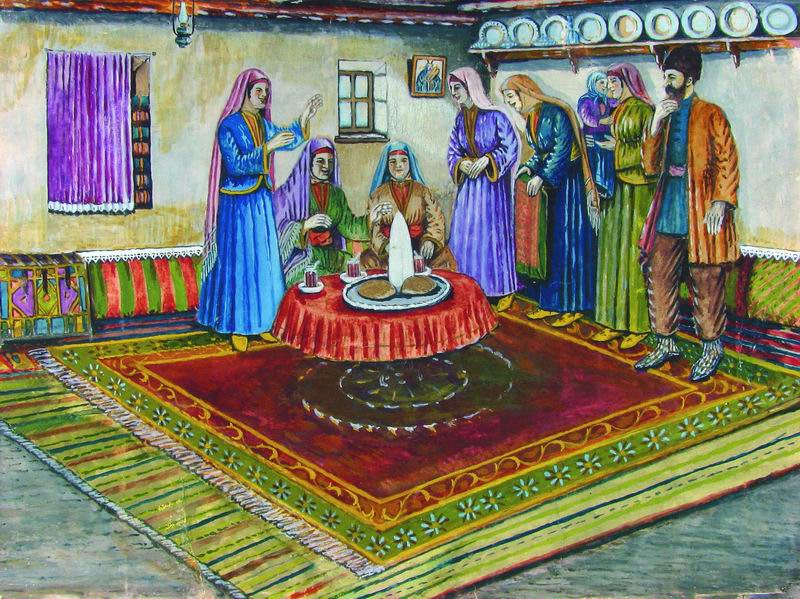
Du sucre et du pain pour les fiançailles